# Lutrochus acuminatus
Lutrochus acuminatus is een keversoort uit de familie Lutrochidae. De wetenschappelijke naam van de soort is voor het eerst geldig gepubliceerd in 1889 door Grouvelle.